# Cencio (capitaneo romano)
Capitaneo Cencio (Cintius, Cinchius, Quintus, Crescentius) (Roma, prima metà del sec. XI – Pavia, 1077) è stato un nobile romano uno dei protagonisti degli avvenimenti politico-religiosi della seconda metà del sec. XI che caratterizzarono lo scontro tra il  movimento riformatore della Chiesa e il potere imperiale.

## Biografia
Appartenente a un'importante famiglia romana Cencio era probabilmente figlio di un nobile Stefano, nominato praefectus urbis anteriormente al 1051, e di una nobildonna di cui non si hanno dati riguardanti il casato. Il capitaneo abitava nel rione Parione, in una delle "torri" che erano, come Castel Sant'Angelo ( "turris Crescentii"), di sua proprietà e di cui si serviva come base d'appoggio per le sue scorrerie nella città. Le fonti lo citano per la prima volta relativamente all'anno 1060 quando partecipa all'assemblea (placito) voluta dal papa Niccolò II per dirimere la lite tra l'abate di Farfa e Giovanni di Crescenzio degli Ottavianeschi relativamente al possesso di due castelli nella Sabina. Cencio era già all'epoca un eminente personaggio poiché il suo nome compare per primo nella lista dei notabili cittadini romani firmatari del placito.

### Cencio "fidelis imperatoris"
La storia di Cencio s'intreccia con quella dello scontro per l'elezione papale tra l'Impero e il riformatore Ildebrando di Soana monaco che capovolgeva il rapporto tra Stato e Chiesa nel senso che non era più l'imperatore ad approvare la nomina del papa, ma era il papa a conferire all'imperatore il suo potere ed, eventualmente, a revocarlo. 
Alla morte di Niccolò II scoppiarono in Roma gravi tumulti sobillati dai nobili romani i quali si opponevano, a salvaguardia della loro sovranità, alla libera elezione papale da parte dei soli cardinali, come stabilito nel Concilio Lateranense del 1059, e cercavano di far attribuire questo diritto all'undicenne Enrico IV di Franconia attribuendogli il titolo di "patricius romanus", utile secondo la tradizione per la designazione del pontefice. Per ricevere sostegno e protezione dai nemici del partito imperiale, Cencio, tra la fine del 1061 e l'inizio del 1062, si recò in Germania con una delegazione di nobili romani alla corte dell'imperatrice Agnese di Poitou reggente in nome del figlio Enrico IV, la quale fece convocare un sinodo a Basilea  che, il 28 ottobre 1061, elesse il vescovo Pietro Cadalo al papato col nome di Onorio II, opponendolo al nuovo pontefice, Alessandro II, eletto il 30 settembre dello stesso anno. Mentre i nobili romani erano presso la corte in Germania, Ildebrando chiese l'intervento del normanno Riccardo di Capua che manu militari ristabilì l'ordine in Roma permettendo così la libera elezione del pontefice. 
Quale parte abbia avuta Cencio in questi avvenimenti non è dato sapere con certezza poiché ad esempio il suo nome non compare tra i membri della delegazione inviata in Germania ma altre fonti attestano che Cencio e i suoi fratelli si schierarono dalla parte di Onorio II «eo quod erant fideles imperatoris» e che quasi nello stesso periodo Cencio assassinò, per motivi sconosciuti, il suo padrino e ne distrusse la casa; poi «si asserragliò in una torre, che si era fatta costruire "vivente patre suo Stephano Urbis praefecto", e di là si difese dagli attacchi dei parenti dell'ucciso.»

### La scomunica
Venuto a conoscenza dell'omicidio Ildebrando fece scomunicare dal papa Cencio che non solo veniva così allontanato dalla comunità dei fedeli ma anche privato di ogni titolo di legittimità della sua autorità che poteva in questo modo essere contrastata da chiunque. Per preparare l'ingresso e l'intronizzazione di Onorio II in Roma se ne assunse il compito Cencio che, probabilmente, riuscì ad organizzare l'evento valendosi delle sue fortezze: il "castrum Sancti Angeli" (o "turris Crescentii", Castel Sant'Angelo) e della torre che aveva eretto "in ponte beati Petri" (l'attuale ponte Sant'Angelo sul Tevere) che favorirono, dopo una cruenta battaglia ai prata Neronis, l'accesso in Vaticano e alla basilica di San Pietro di Onorio II arrivato nel 1062 a Roma con un suo esercito, rinforzato dalle truppe dei conti di Galeria e di Tuscolo. Cencio ospitò e protesse nella torre presso il Tevere l'antipapa che voleva però ricevere la tiara papale non nella basilica vaticana ma nella chiesa di San Pietro in Vincoli dove era stato eletto e consacrato Alessandro II. Per tutta la città di Roma si scatenarono allora sanguinosi scontri tra Goffredo di Lorena, inviato dal nuovo reggente tedesco per l'imperatore, a sostegno di papa Alessandro II e quelli che appoggiavano Onorio II il quale, alla fine, «deficiente pecunia» (per mancanza di denaro) dovette rinunciare ai suoi progetti. Roma rimase così divisa tra le due fazioni: la città leonina nelle mani dei fautori di Onorio e il resto della città occupato dalle truppe di Goffredo di Lorena che non essendo riuscito, nel suo intento, l'anno successivo, dopo la feroce battaglia del 14 aprile in Roma, intervenne come paciere tra le due fazioni, imponendo ai contendenti di lasciare Roma.

### Onorio II prigioniero di Cencio
Nel 1063 Onorio compì un altro tentativo di essere nominato come papa legittimo «adiuvantibus capitaneis et quibusdam pestiferis Romanis», con l'aiuto di certi pessimi personaggi romani e di capitanei tra i quali si distinse Cencio ospitando l'antipapa «in castrum Sancti Angeli», combattendo in suo favore e fornendogli forti somme di denaro. In una prima fase degli scontri l'aiuto di Cencio, che unico viene citato esplicitamente dalle fonti, fu determinante per far ritirare i Normanni che però capovolsero le sorti della battaglia grazie ai rinforzi fatti arrivare da Ildebrando e Goffredo di Lorena. A questo punto Cencio, rendendosi conto che la questione della legittimità del titolo papale di Onorio era da abbandonare definitivamente, trattenne come suo prigioniero l'antipapa che liberò solo dopo aver ricevuto 300 libbre d'argento a titolo di risarcimento per le spese affrontate per l'arruolamento di soldati per il suo esercito.

### Il voltafaccia
Dopo la morte di Onorio (1072) e quella di Alessandro II (1073) Cencio decise di accostarsi al partito riformatore sostenendo Ildebrando, assunto al soglio papale con il nome di Gregorio VII, all'unico scopo di guadagnare i favori popolari,  contrastare il potere delle altre partigianerie nobiliari romane e avere mano libera per le sue soperchierie nella campagna romana. Ma Il papa e le autorità cittadine intervennero "ob tot rapinas et latrocinia" punendolo tanto pesantemente che Cencio ritornò nell'ambito del partito antiriformista.

### Processi e condanne
Negli ultimi mesi del 1074, Cencio,, nominato esecutore testamentario di un certo Cencio di Gerardo, approfittando di una malattia di Gregorio VII che gli impediva di controllare gli avvenimenti cittadini, si impadronì di una curtis destinata in eredità alla Chiesa. Ristabilitosi il papa, Cencio venne arrestato e condannato a restituire il maltolto. Nuovamente arrestato poco dopo per aver preteso un pedaggio da quanti attraversavano il ponte sul Tevere controllato da una torre da lui arbitrariamente eretta, fu processato e condannato a morte ma si salvò per il sostegno di molti nobili romani e anche, probabilmente, per l'intervento in suo aiuto della contessa Matilde di Canossa allora presente a Roma Il papa concesse la grazia a Cencio che però dovette abbattere la torre "in ponte beati Petri". In conseguenza di questi avvenimenti Cencio si schierò ancora di più con la fazione dell'imperatore Enrico IV di Franconia che aveva di sua iniziativa nominato alcuni alti ecclesiastici e, in vista di un futuro scontro con il papa, aveva progettato un'alleanza con il normanno Roberto il Guiscardo scomunicato da Gregorio VII. A questo scopo egli stesso si era recato in Italia meridionale per accordarsi con il Guiscardo e aveva iniziato un rapporto epistolare con l'imperatore, Il risultato di queste trame sembra che fu il progetto affidato a Cencio di catturare e uccidere Gregorio VII.

### Il sacrilego attentato del 1075
Papa Gregorio stava celebrando messa nella chiesa ad nivem (l'odierna Santa Maria Maggiore), e mentre stava distribuendo la comunione, Cencio con i suoi sgherri armati si slanciò contro il papa e, spogliatolo dei paramenti, lo caricò di peso su un cavallo e fuggì nella notte. Ma il popolo romano, che amava il suo pontefice, si mobilitò all'istante. Si chiusero subito tutte le porte della città affinché il rapitore non potesse rifugiarsi in qualche suo castello nella Campagna romana. Mentre il popolo si riuniva sul Campidoglio per decidere il da farsi, si sparse la voce che il papa era prigioniero in una torre vicino al Pantheon. Lì accorse il popolo tumultuante circondando la fortezza.
Cencio che invano con minacce di morte aveva tentato di farsi dare dal papa come riscatto una somma di denaro si vide perso e in ginocchio chiese perdono del suo delitto. Il papa con grande magnanimità placò il popolo, coprì con la sua stessa persona il criminale salvandolo dalla furia della folla. Ancora sanguinante per le percosse, il papa poi tornò nella basilica e riprese serenamente il rito interrotto.
Fallito l'attentato, Cencio nel 1076 si recò in Germania proprio quando la Dieta di Worms dichiarava illegittimo e decaduto Gregorio VII. Lo stesso Enrico IV affidava a Cencio una lettera indirizzata al popolo romano nella quale accusava Gregorio VII di non aver rispettato per l'elezione papale le regole stabilite dal concilio del 1059. Tornato in Italia Cencio si rinchiuse a Palestrina da dove operò una serie di devastazioni e saccheggi ai danni del partito riformatore. Scomunicato ancora una volta dal vescovo di Palestrina, Cencio nel 1077 arrivò fin sotto le mura di Roma attaccando la città dalla sua fortezza in Castel Sant'Angelo riuscendo così a catturare uno dei più importanti sostenitori della riforma il vescovo Rainaldo di Como che portò con sé come ostaggio a Pavia dove era giunto Enrico IV per la sua incoronazione. Mentre attendeva di essere ricevuto dal re, Cencio morì per un tumore alla gola.